# Шубичи
Шубичи (на хърватски: Šubići) благороднически род в средновековна Хърватия.
Води началото си от едно от 12-те ранни хърватски племена със същото име. Шубичи играят важна роля в създаването и развитието на средновековната хърватска държава като едни от най-влиятелните феодални владетели в страната, а някои техни представители управляват и като крале.
Един от първите познати от източниците представители на този род е Будеч (началото на 11 век), който бил болярин при управлението на крал Петър Крешимир IV и жупан на Брибир. Родът започва да играе още по-значима роля в политическия живот на държавата при Стиепко II Шубич, и неговите синове в началото на XIII в. Най-активният от синовете му бил Павел I Шубич.

## Разклонението Зрински
Едно от разклоненията на рода Шубичи е родът Зрински. Новото име Зрински това разклонение получава след като им бива дарен замъкът Зрин през 1347 г. от крал Лайош I Велики. Зрински играят значима роля в политическия, обществен и културен живот на Хърватия до втората половина на XVII в., когато след неуспешния Зринско-Франкопански заговор започва разправа със семейството от страна на Хабсбургите и родът запада, губи имуществото си, а членовете му са преследвани.

## По-важни представители на династията Шубичи
- Стиепко II Шубич;
  - Павел I Шубич (1245-1312);
    - Младен II Шубич (1270-1341);
    - Джурадж II Брибирски (1275-1330);
      - Павел II (?-1356);
      - Младен III Шубич (1315-1348), женен за Елена Неманич Шубич, дъщеря на сръбския крал Стефан Дечански;
        - Младен IV Шубич;

      - Елена Шубич (1306-1378), съпруга на босненския бан Владислав Котроманич;

    - Павел II Шубич (?-1346);
      - Георги III Шубич († 1362);

  - Младен I Шубич (?-1304)